# Behedan
Behedan (Beheda, Be'edan) ist eine osttimoresische Siedlung im Suco Uma Caduac (Verwaltungsamt Laclo, Gemeinde Manaturo).

## Geographie
Behedan liegt an der Straße, die entlang der Nordküste Timors führt und die Landeshauptstadt Dili mit dem Osten des Landes verbindet, hier aber etwas weiter im Inselinneren verläuft. Östlich liegt die Gemeindehauptstadt Manatuto, westlich das Dorf Subau. Die Hügel an der Küste steigen schnell an, deren Spitze, südlich von Subau und Behedan, der isoliert stehende Curi mit 1332 m bildet. Behedan ist Teil der Important Bird Area, deren Zentrum der Curi bildet.

## Einwohner
Die ursprüngliche Sprache der Region ist Dadu'a. Es ist ein Dialekt des Wetar, den Auswanderer von der Insel Atauro nach Ili-Mano und Behedan brachten und hier nun von deren Nachkommen gesprochen wird.

## Infrastruktur

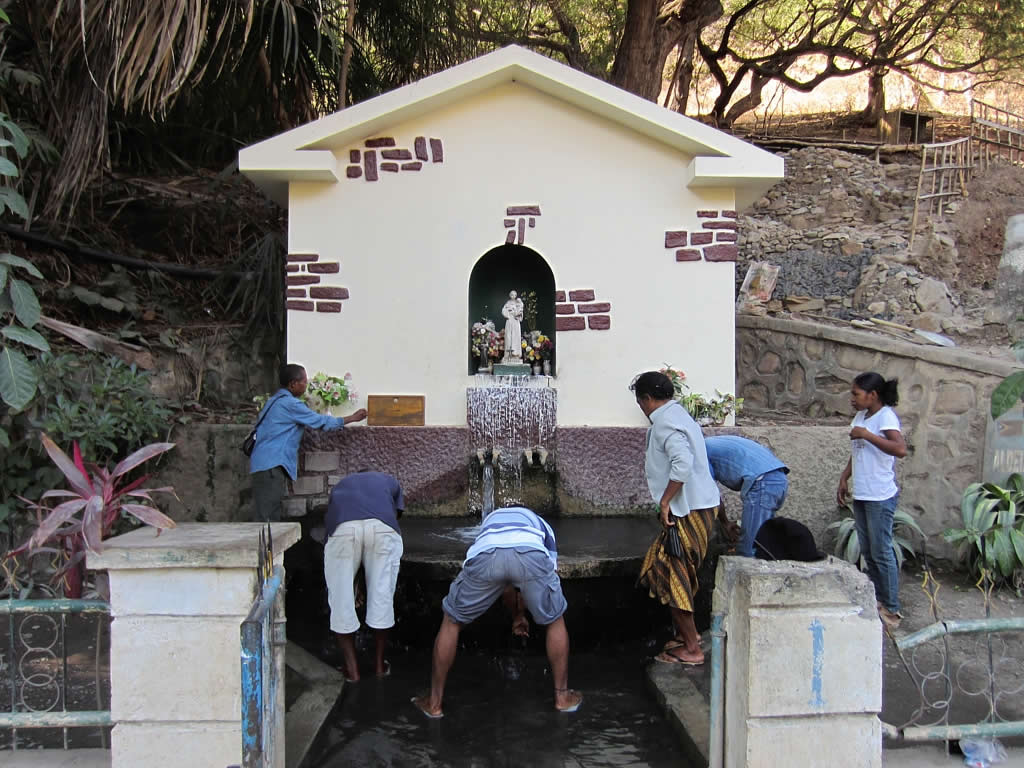
St. Antoniusbrunnen in Behedan

Bekannt ist der Ort für die Antoniusquelle im Ortskern, die auch in der Trockenzeit reichlich Wasser führt. Überlandbusse, die auf der Strecke verkehren, nutzen sie oft für einen Zwischenstopp. Außerdem gibt es in Behedan eine Grundschule.

## Wirtschaft
In der Nähe von Behedan gibt es Kalkstein- und Marmorvorkommen, deren Abbau wirtschaftlich lohnend wäre. Allerdings wird darin eine Gefährdung der Natur gesehen.